# Nikolai Nikolajewitsch Alexejew (Philosoph)

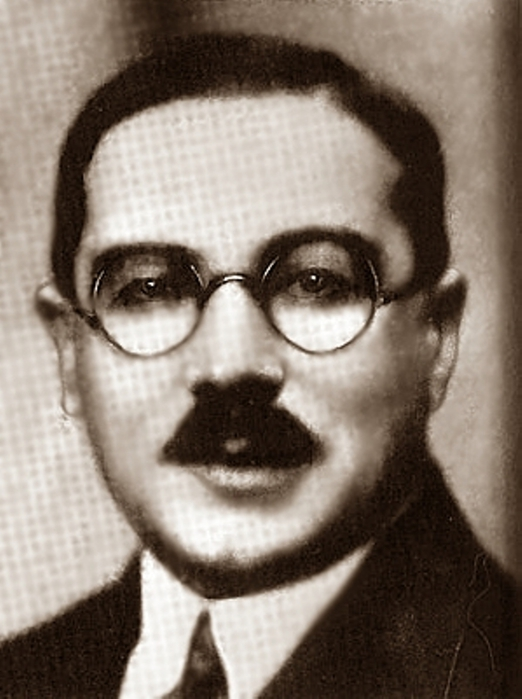
Nikolai Nikolajewitsch Alexejew

Nikolai Nikolajewitsch Alexejew (russisch Николай Николаевич Алексеев; *  2. Maijul. / 14. Mai 1879greg. in Moskau; † 2. März 1964 in Genf) war ein russischer Jurist, Philosoph und einer der Ideologen des Eurasismus.
Der Schüler von Pawel Iwanowitsch Nowgorodzew bediente sich in der Rechtsphilosophie phänomenologischer Ansätze. Alexejew lehrte 1912–1917 an der Universität Moskau, 1922–1931 in Prag und Berlin, darauf an der Sorbonne sowie ab 1940 in Belgrad.

## Leben und Wirken
Nikolai Alexejew wuchs in einer Moskauer Juristenfamilie auf, absolvierte das 3. Moskauer Gymnasium und studierte an der Juristischen Fakultät der Moskauer Universität. Wegen revolutionärer Aktivitäten kam er im Februar 1902 für ein halbes Jahr ins Gefängnis. Nach seiner Freilassung studierte er an der Königlich Sächsischen Technischen Hochschule in Dresden. 1903 durfte Nikolai Alexejew in seinem Geburtsort weiterstudieren, diplomierte dort 1906 mit Auszeichnung, promovierte und wurde Privatdozent. Weitere Schritte auf dem Weg zum Hochschullehrer führten über Berlin, Heidelberg, Marburg nach Paris. Von der Phänomenologie Husserls wurde er besonders angezogen.
1912 nach Russland zurückgekehrt, erlangte er mit der Dissertation Zu den historischen Beziehungen einiger Methoden in den Natur- und Gesellschaftswissenschaften seine Lehrbefähigung und wurde 1916 am Moskauer Philosophischen Lehrstuhl Außerordentlicher Professor für Rechtsphilosophie. 1917 bereitete er zusammen mit der Provisorischen Regierung eine Verfassungsgebende Versammlung vor. An der Oktoberrevolution beteiligte er sich nicht. Im Sommer 1918 hielt er sich außerhalb Russlands auf, erreichte im Oktober über Kiew die Krim und wurde Ende 1918 Professor an der Universität Simferopol.
Anfang 1919 wandte er sich der Weißen Bewegung zu, trat deren Weißer Armee bei und wurde in der Propagandaabteilung als Redakteur der Zeitung Welikaja Rossija (Großes Russland) für die Literaturbeilage zuständig. Im März 1919 wurde er über Konstantinopel und Sofia nach Belgrad evakuiert. 1920 ging es zurück auf die Krim. Bis zum Herbst 1920 war Nikolai Alexejew dort im Hauptquartier General Wrangels Chef der Informationsabteilung. Darauf verließ er Russland. Bis 1922 war er Inspektor der russischen Schulen in Konstantinopel. Im selben Jahr rief ihn Pawel Nowgorodzew an die Russische Volksuniversität Prag. In der Metropole an der Moldau beschäftigte sich Nikolai Alexejew mit dem Eurasismus.
1931 wurde die Juristische Fakultät der Prager Volksuniversität geschlossen. Nikolai Alexejew ging als Hochschullehrer nach Straßburg und dann an die Pariser Sorbonne. Im Kriege suchte er in Belgrad die Nähe des Widerstandes. 1945 erhielt er die sowjetische Staatsbürgerschaft. Wegen Differenzen der Sowjetunion mit Jugoslawien ging Nikolai Alexejew in die Schweiz, lebte seit 1948 in Genf und arbeitete dort in seinem Fach weiter.

## Werk (Auswahl)
- Grundvoraussetzungen der psychologischen Rechtstheorie Leon Petrażyckis – Основные предпосылки психологической теории права Л. И. Петражицкого. 1913.
- Einführung in das Jurastudium – Введение в изучение права. Moskau 1918
- Allgemeine Rechtstheorie – Общее учение о праве. Simferopol 1919
- Schriften über Allgemeine Staatstheorie – Очерки по общей теории государства. Основные предпосылки и гипотезы государственной науки. Moskau 1919
- Auf Wegen in die Zukunft Russlands – На путях к будущей России. 1927
- Religion, Recht und Sittlichkeit – Религия, право и нравственность. Paris 1930
- Staatstheorie – Теория государства: Теоретическое государствоведение, государственное устройство, государственный идеал. Prag 1931
- Über die philosophische Idee und ihre gesellschaftliche Mission – Об идее философии и её общественной миссии. 1934
- Wege und Schicksale des Marxismus – Пути и судьбы марксизма. От Маркса и Энгельса к Ленину и Сталину. Berlin 1936
- Wohin geht es? Zur neuen sowjetischen Verfassung – Куда идти? К вопросу о новой советской конституции. Berlin 1937
- Die Idee vom Staate – Идея государства. New York 1955
- Das Russische Reich in seinen Ursprüngen – Русская империя в её истоках. Genf 1958

### Neuere Ausgaben
- Основы философии права. Sankt Petersburg 1998, ISBN 5-86247-018-2[5]
- Русский народ и государство. Moskau 1998. ISBN 5-7784-0046-2[6]
- Идея государства. Sankt Petersburg 2001. ISBN 5-8114-0336-4[7]
- Очерки по общей теории государства. Основные предпосылки и гипотезы государственной науки. Redaktion В. А. Томсинова. Moskau 2008. ISBN 978-5-8078-0157-9[8]

### Übertragungen ins Deutsche
- Das Recht Sowjetrusslands. Herausgeber: A. Maklezow, N. Timaschew, N. Alexejew und S. Sowadsky. 524 Seiten. J. C. B. Mohr, Tübingen 1925
- Die Entwicklung des russischen Staates in den Jahren 1923–1925. J. C. B. Mohr, Tübingen 1926[9]
- Kirche, Staat und Mensch. Russisch-orthodoxe Studien. Mit Beiträgen von N. Alexejev und anderen. 399 Seiten. Genf 1937[10]
- Totaler Staat und christliche Freiheit. Mit Beiträgen von Nikolaj N. Alexejev, Peter Barth und anderen. 177 Seiten. Genf 1937[11]